# Polenlager nr 7
Polenlager nr 7 (pełna nazwa: niem. Reichskommissar für die Festigung Deutschen Volkstums – Volksdeutsche Mittelstelle – Einsatzführung Oberschlesien – Polenlager 7 Kochlowitz-Radoschau) – niemiecki-hitlerowski obóz koncentracyjny znajdujący się w Kochłowicach, jeden z 26 niemieckich obozów koncentracyjnych tzw. Polenlagerów, założonych na Śląsku dla ludności polskiej.

## Historia
Pierwotnie w budynku szkoły powszechnej przy ul. Młodzieżowej 26 Niemcy założyli obóz przesiedleńczy dla volksdeutchów przesiedlanych z Bukowiny w ramach niemieckiej akcji kolonizacyjnej Heim ins Reich. 20 sierpnia 1942 Niemcy zmienili przeznaczenie obozu na Polenlager nr 7, do którego kierowali wysiedlane rodziny polskie w ramach akcji „Saybusch” z Zagłębia Dąbrowskiego oraz powiatu żywieckiego. Kochłowickim Polenlagrem, podobnie jak innymi obozami tego typu, administrowała agenda partii nazistowskiej Hauptamt Volksdeutsche Mittelstelle pod kierownictwem Obergruppenführera SS Wernera Lorenza. Do początku roku 1944 komendantem obozu był Wilhelm Kruppa.
W sumie przez obóz przeszło około 2 tysiące Polaków, jednorazowo w obozie znajdowało się około 200 osób. Polenlager nr 7 działał do stycznia 1945 roku.
Od zakończenia wojny do 1999 roku w budynku dawnego obozu funkcjonowała szkoła. W roku 2004 Rudolf Woźniczek, który uzyskał prawo wieczystej dzierżawy, starał się o to, żeby budynek szkoły zamienić na muzeum. Władze zakwalifikowały go jednak do rozbiórki. Rudolf Woźniczek zwrócił budynek, a w 2008 roku władze miasta zmieniły decyzje odnośnie do przeznaczenia budynku, wywołując kontrowersje wśród miejscowej ludności. Decyzją Urzędu Miasta w Rudzie Śląskiej budynek, w którym znajdował się obóz, przeznaczono na luksusowe lofty. 
Budynek popadał w ruinę i ostatecznie zburzono go w 2014 roku.

## Film
- Sprawa pohitlerowskiego obozu Polenlager nr 7 została przedstawiona w jednym z odcinków dokumentalnej serii Interwencja realizowanej w Telewizji Polsat wyemitowanego 18 lutego 2008[9].